# 旧植物園 (ミュンヘン)

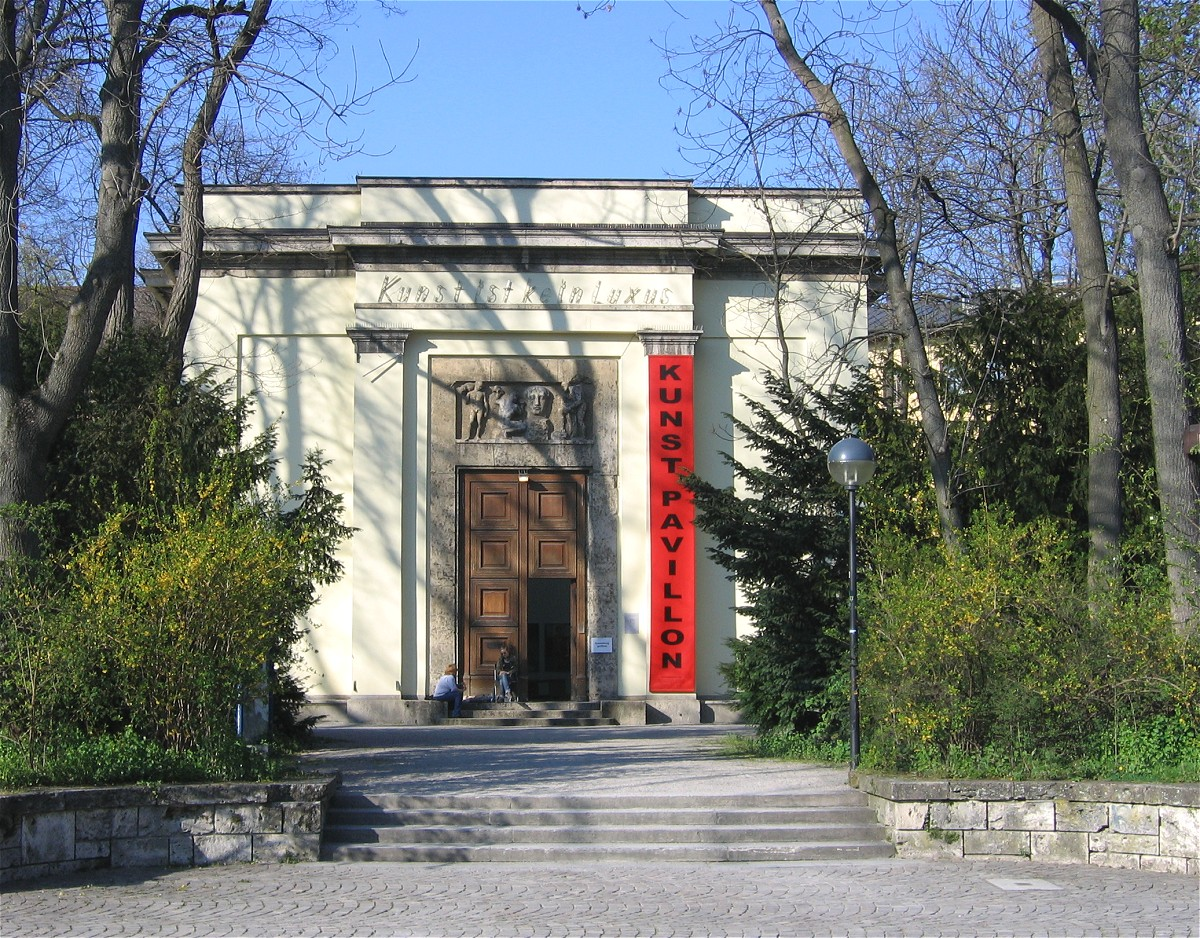
クンストパビリオン(Kunstpavillon)

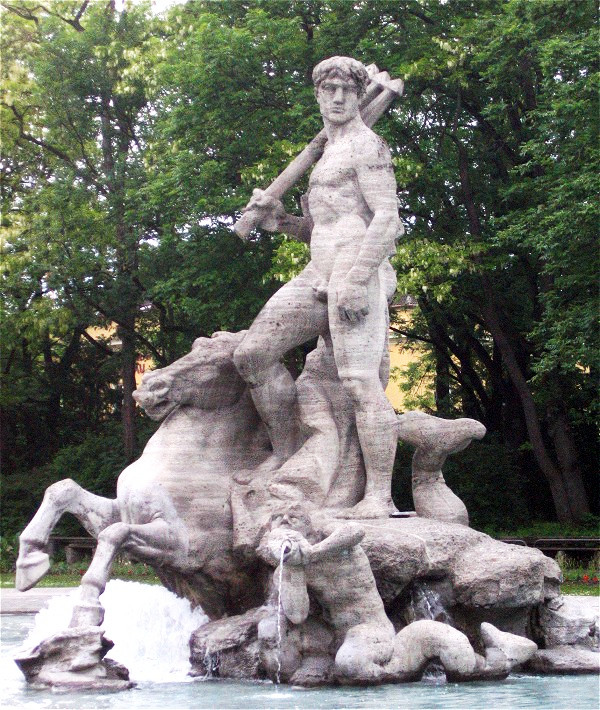
ネプチューン噴水(Neptunbrunnen、ネプトゥーンブルンネン)

旧植物園（きゅうしょくぶつえん、独: Alter Botanischer Garten、アルター・ボターニッシャー・ガルテン）はドイツのミュンヘン市、レンバッハ広場に面したかつての植物園。現在では公園として整備されている。

## 来歴

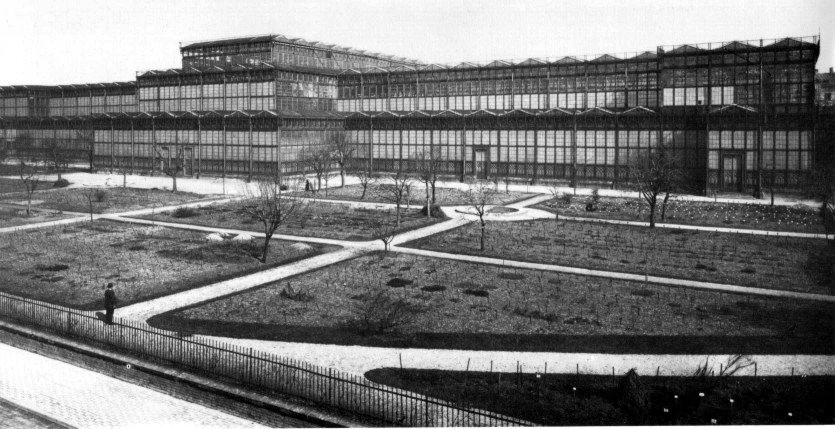
かつて在った水晶宮（ミュンヘン国際工業陳列館）

この植物園は、1804年から1814年にかけて、ドイツの造園家フリードリヒ・ルートヴィヒ・フォン・シュケルの計画に基づいて造られた。1812年に、ポルトガル人建築家エマヌエル・ヘリゴイエンのデザインによる古典主義的な列柱門がレンバッハ広場に接して築かれた。1854年には園の北側に水晶宮 (ミュンヘン)が築かれ、ミュンヘン国際工業陳列館となったが、1931年の大火災によってこれは焼失した。
1914年以降、植物園はニュンプヘンブルク地区の、当時のミュンヘン市門前へ移って新植物園となった。旧植物園の跡地は1937年、パウル・ルートヴィヒ・トローストの草案及び建築家オスヴァルト・ビーダーと彫刻家ヨーゼフ・ヴァッカーレの建築計画による新しい公園として整備された。これに際して、公園の中心にはネプチューン噴水が造られ、また歴史的趣のあるコーヒーハウスが建てられた。これは、現在ではパークカフェと称している。さらに、オーストリア人彫刻家ヨーゼフ・ソーラークの小さなアトリエも建てられた。これは第二次世界大戦によって破壊されてしまったが、戦後ミュンヘンの芸術家たちの自発的援助によって建て直され、現在は展覧会会場として活用されている。
植物園ではなくなった今も園内にはたくさんのエキゾチックな花が咲き、かつての面影を残している。

## ギャラリー

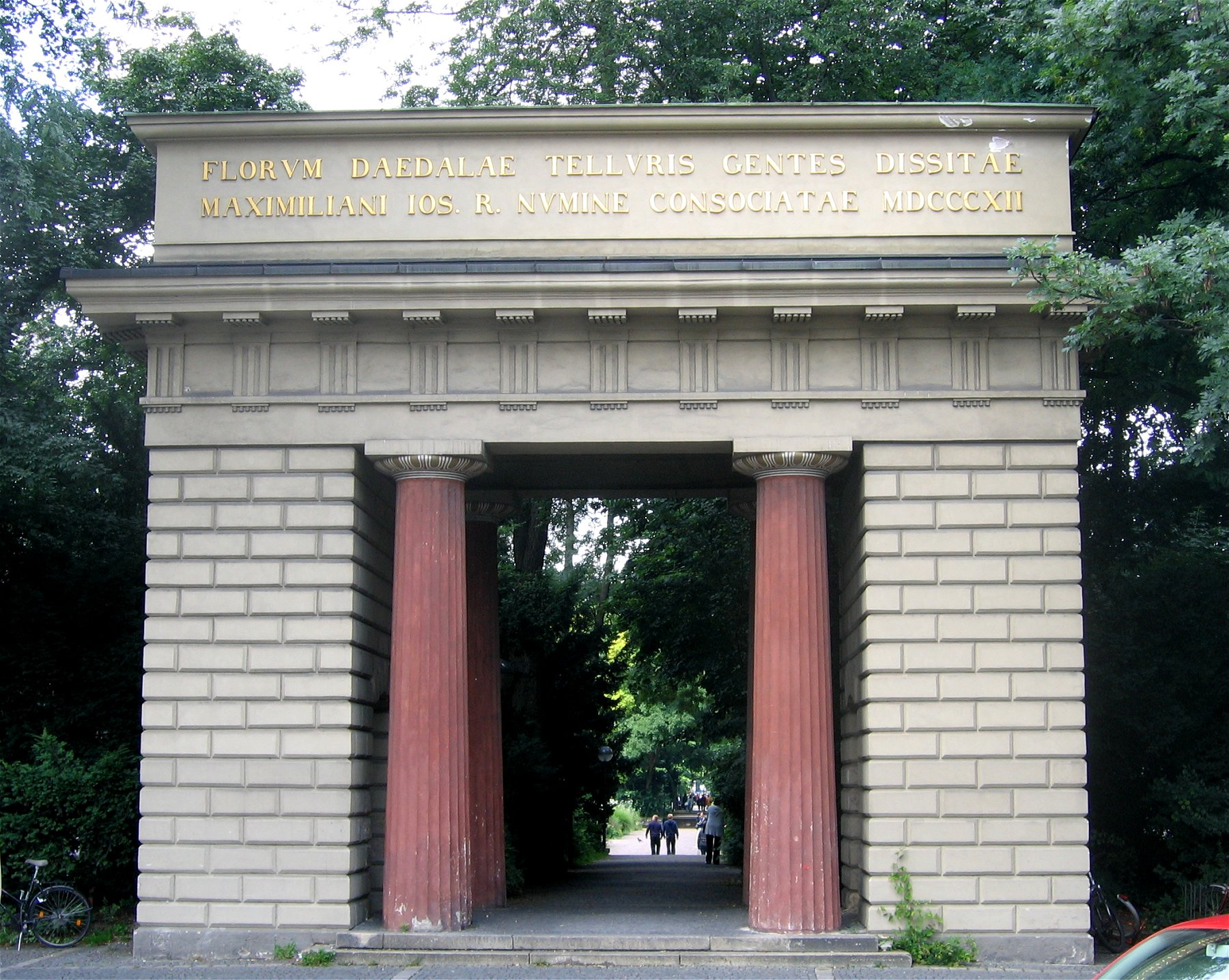
古典主義の列柱門(Eingangsportal)
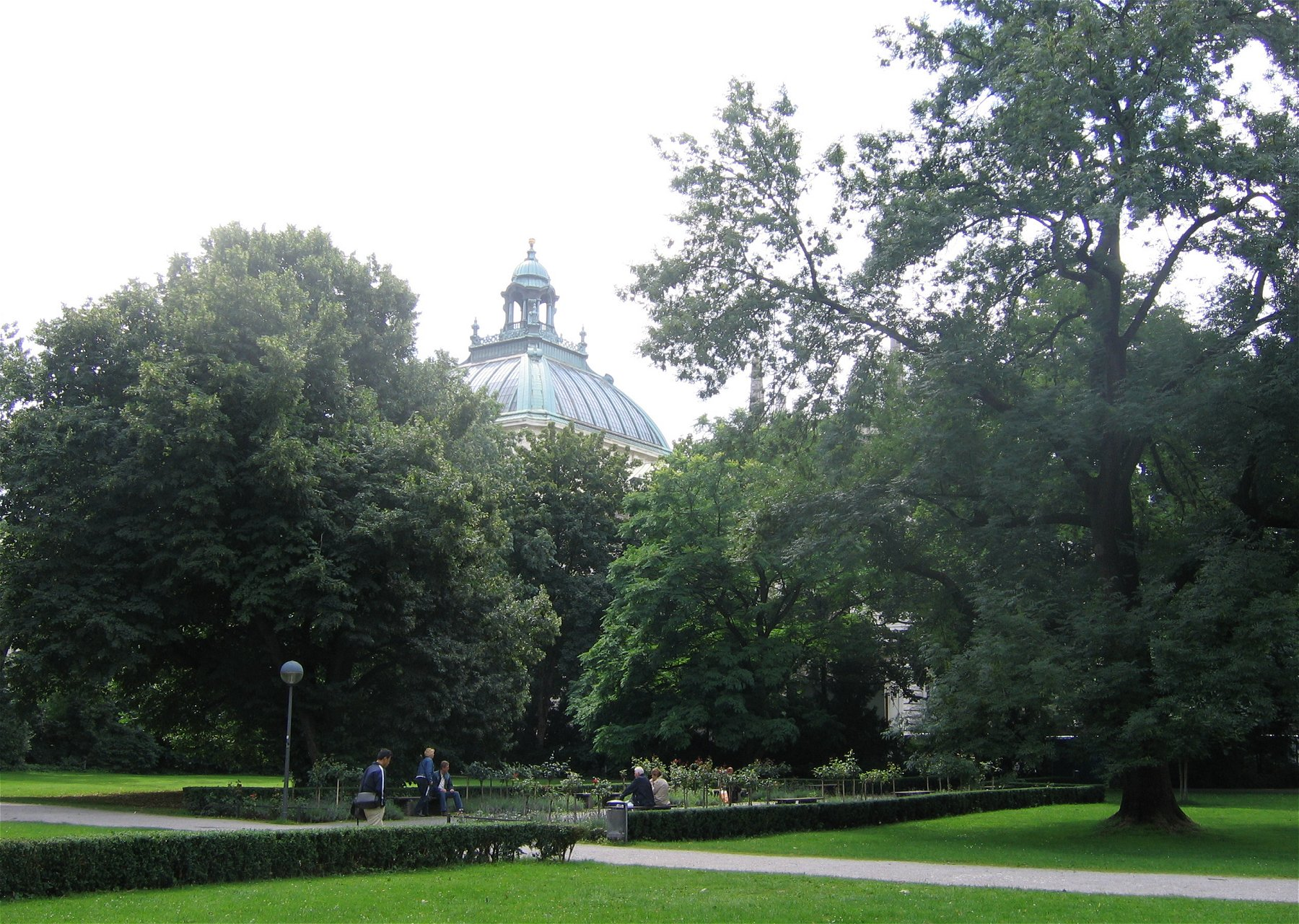
旧植物園の様子
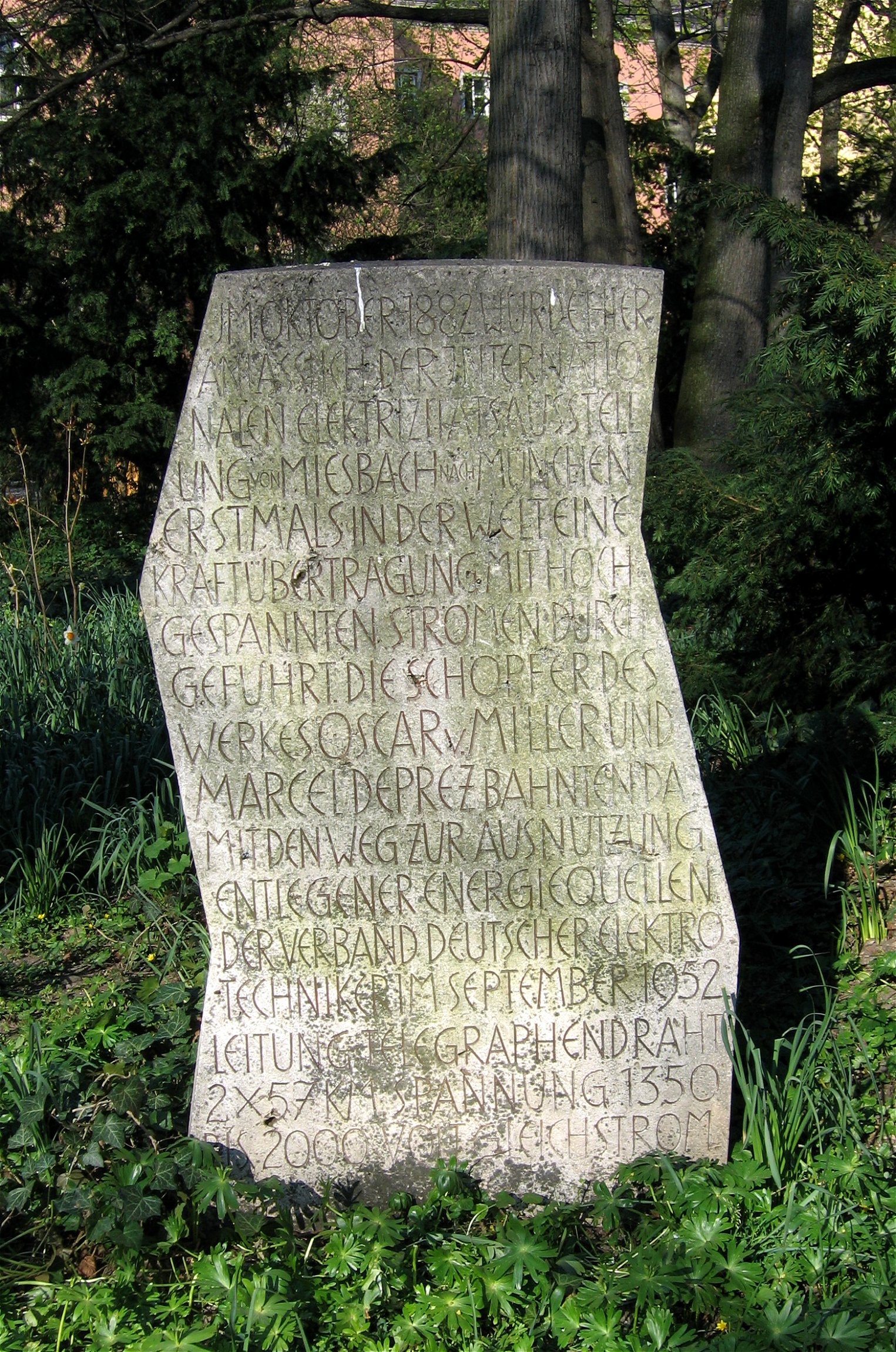
1882年、オスカル・フォン・ミラーによるミースバッハ郡から当地までの人類初の直流電流送電を記念する石碑